# Johanne Defay
Johanne Defay (* 19. November 1993 in Le Puy-en-Velay) ist eine französische Surferin.

## Karriere
Defay wurde in Le Puy-en-Velay geboren und siedelte als Kind mit ihrer Familie nach Réunion um. Dort stand sie im Alter von acht Jahren erstmals auf einem Surfbrett.
2012 ging Defay erstmals auf der Championship Tour der World Surf League an den Start. 2014 wurde sie zum Rookie of the Year gewählt. Ein Jahr später gewann sie mit den Women's Vans US Open of Surfing ihr erstes Championship Tour Event. 2017 siegte sie mit dem französischen Team bei den ISA World Surfing Games und wurde Zweite im Einzelwettbewerb. Über gute Ergebnisse in der World Surf League 2019 qualifizierte sich Defay für die 2021 ausgetragenen Olympischen Spiele in Tokio. Bei dem erstmals in der olympischen Geschichte ausgetragenen Surfwettkampf belegte sie den neunten Platz. Es folgten bei den ISA World Surfing Games 2023 sowie 2024 jeweils Silber mit der Mannschaft und Bronze im Einzel.
Über die World Surf League 2023 gelang es Defay sich auch für die Olympischen Sommerspiele 2024 in Paris zu qualifizieren. Im Surfwettkampf in Teahupoʻo gewann sie die Bronzemedaille.